# Nouha Diakité
Pour les articles homonymes, voir Diakité.
Nouha Diakité, né le 20 décembre 1980 à Athis-Mons, est un joueur de basket-ball qui possède les nationalités française et malienne, il évolue au poste de pivot.

## Biographie
Diakité effectue sa deuxième saison professionnelle avec l'ASVEL Villeurbanne où il porte le no 14. Avec ce dernier club, il a quelques années plus tôt, été champion de France espoir en 2000. Il a ensuite effectué un cursus de trois ans aux États-Unis avant de revenir en France.

## Carrière

### Universitaire
- 2001-2003 :   Barton County CC (Great Bends, Kansas - Junior College)
- 2003-2004 :  Université de Louisville (NCAA I)

### Clubs
- 2003-2004 :  JA Vichy (Pro A)
- 2004-2005 :  JA Vichy (Pro A)
- 2005-2006 :  ESPE Basket Châlons-en-Champagne (Pro B)
- 2006 :  Aix Maurienne Savoie Basket (Pro B)
- 2006-2008 :  ASVEL Villeurbanne (Pro A)
- 2008-2009 :  Hyères Toulon Var Basket (Pro A)
- 2009-2010 :  Élan béarnais Pau-Lacq-Orthez (Pro B)
- juin 2010-2011 :  Champagne Châlons Reims Basket (CCRB) (Pro B)
- 2011-2012 :  JA Vichy (Pro B)

### En équipe nationale
Diakité est international malien, il a participé au Championnat d'Afrique en 2001 (Casablanca, Maroc) et 2005 (Alger, Algérie)

## Palmarès
- Vainqueur de la Coupe de France en 2008